# Karl Otto von Seemen
Karl Otto von Seemen (24 mars 1838 à Sprindlack (de), arrondissement de Wehlau - 20 septembre 1910 à Berlin) est un botaniste prussien.
Il travailla notamment sur les plantes du sud de l’Afrique.